# Juan Valle
Juan Valle ou Juan del Valle (falecido em 1563) foi um prelado católico romano que serviu como o primeiro bispo de Popayán (1546–1563).

## Biografia
Juan del Valle nasceu em Espanha. A 27 de agosto de 1546, Juan Valle foi nomeado durante o papado do Papa Paulo III como Bispo de Popayán. Em 1547, foi consagrado bispo em Espanha. Serviu como Bispo de Popayán até à sua morte em 1563, em França.